# Zeno van Elea

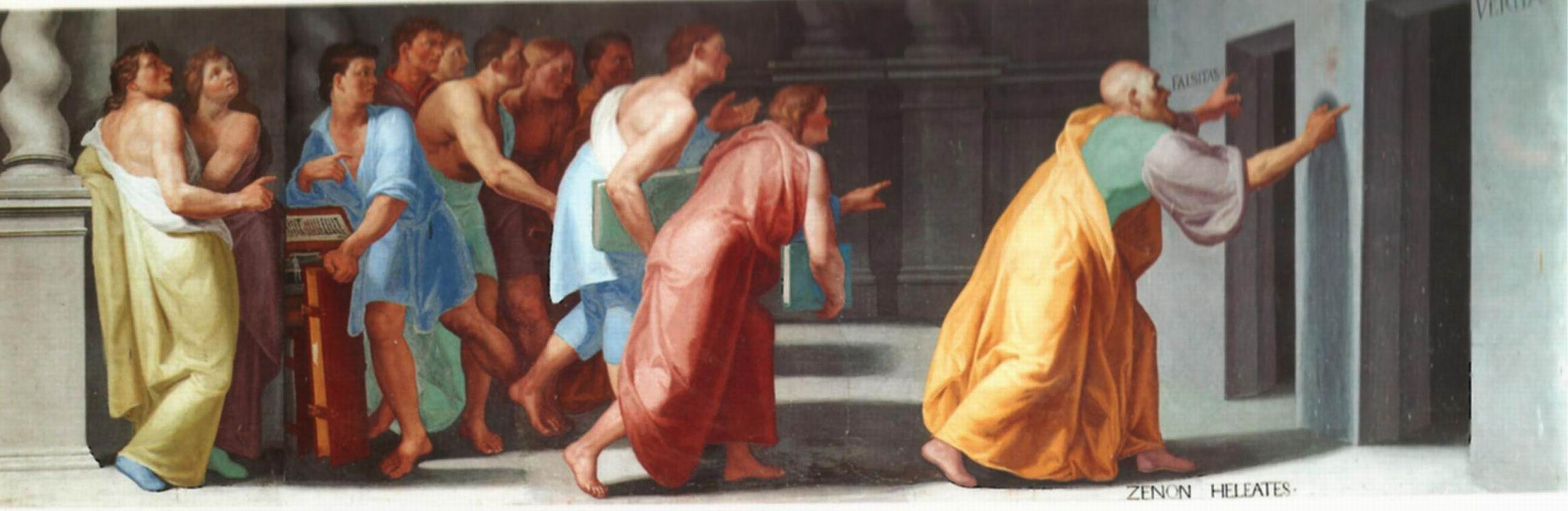
Zeno wijst de jeugd de poorten van de waarheid en de onwaarheid (veritas en falsitas). Fresco in de bibliotheek van het Escorial, Madrid

De Griek Zeno van Elea (Oudgrieks: Ζήνων ὁ Ἐλεάτης) (ca. 490 v.Chr. - ca. 430 v.Chr.) wordt beschouwd als de grondlegger van de dialectiek. Hij was een leerling van Parmenides. Hij bedacht allerlei argumenten om de uitspraken van Parmenides – over de onmogelijkheid van verscheidenheid en verandering – te verdedigen. Beroemd – en berucht – zijn zijn uiteenzettingen over de onmogelijkheid van beweging, zoals Achilles en de schildpad en de vliegende pijl.

## Biografie
Zoals bij de meeste presocratische filosofen blijft het leven van Zeno van Elea grotendeels onbekend.
Men denkt dat hij zijn hele leven in Elea heeft doorgebracht en zich bezighield met de opvoeding van mannen in deugdzaamheid. Aanvankelijk was hij een pythagoreeër en Strabo schreef hem een politieke activiteit toe. In de enige context waarin hij meerdere keren wordt geciteerd, is het een verslag van zijn deelname aan een complot tegen een tiran, er is zoveel divergentie van details dat het onmogelijk is om te reconstrueren wat er is gebeurd.
De bronnen die hier licht op werpen zijn Plato's Parmenides-dialoog, het werk Leven van de illustere filosofen van de historicus en oude filosoof Diogenes Laërtius en de Fysica van Aristoteles.
In Plato's dialoog wordt gezegd dat Zeno ongeveer 40 jaar oud is en dat Parmenides bijna 65 is op het moment dat ze allebei een "zeer jonge" Socrates ontmoeten; een feit dat kan worden gebruikt om zijn geboorte rond het jaar 480 voor Christus te plaatsen. Plato beschrijft hem als "lang en mooi om naar te kijken" en werd gewaardeerd door zijn leraar.
Diogenes Laërtius geeft aan dat hij de natuurlijke zoon was van een man genaamd Telentagoras, maar dat Parmenides hem opnam voor adoptie. Laërtius benadrukt ook zijn vaardigheid in het analyseren van de twee kanten van elke vraag of dilemma, een vaardigheid die hem ertoe bracht de titel van "uitvinder van de dialectiek" van de hand van Aristoteles te ontvangen.